# دینا کوپر
دینا کوپر (انگلیسی: Deanna Cooper؛ زادهٔ ۲۰ ژوئن ۱۹۹۳) بازیکن فوتبال اهل بریتانیا است.
از باشگاه‌هایی که در آن بازی کرده‌است می‌توان به باشگاه فوتبال زنان چلسی اشاره کرد.